# Dalmatia (thema)

Themata bizantini nel 1045

Dalmatia fu uno dei themata dell'Impero bizantino.

## Estensione del thema della Dalmatia
Il territorio di questo thema si estendeva dall'Istria a Ragusa Dalmata, occupando le sole zone costiere. La Dalmatia era estremamente indipendente dall'Impero ed era sotto la forte influenza della vicina Venezia, che ne rivendicava il possesso. Il thema era diviso in province, ciascuna governata da una città: Diadora (oggi Zara), Tragurium (oggi Traù), Kattaros (oggi Cattaro), Arve (oggi Arbe), Vekla (oggi Veglia), Opsara (oggi Ossero), Lumbrikaton (oggi Vergada), Spalato e Ragusa Dalmata (il capoluogo).
Nel X secolo la Dalmatia era il ventinovesimo thema su trenta in ordine di importanza per l'Impero Bizantino.

## Altro
Lo stratego di questa regione non benificiava di uno stipendio, pertanto riceveva parte delle tasse pagate dai suoi sudditi.
Essendo un thema profondamente indipendente forniva pochissime unità militari all'Impero.